# 林宜融
林宜融（1985年8月31日—），台灣女主播，嘉義市人，8歲時跟著母親到英國學習音樂，在英國生活、長大，畢業於英國倫敦皇家音樂學院音樂研究所碩士班（主修：小提琴；副修：豎笛）。她在2007年參加中視第二屆超級星光大道，保持完美不敗佳績，並取得第五名的好成績。

2011年接受電視台主播受訓後任職於寰宇新聞部主播，於2015年離職。2016年起擔任小學教師，教授音樂以及英文，也有些許的公開音樂表演。

## 超級星光大道第二季比賽成績
| 集數     | 演唱歌曲                                           | 分數      | 註                                       |
| -------- | -------------------------------------------------- | --------- | ---------------------------------------- |
| 02       | 《迷迭香》 / 周杰倫 《真實》 / 張惠妹              | 10+5      | 加分過關                                 |
| 03       | 《Don't Know Why》 / Norah Jones                   | 17        | 過關                                     |
| 04       | 《Beautiful Love》 / 蔡健雅                        | 14        | PK賽，勝黃麥哥                           |
| 06       | 《原點》 / 孫燕姿 & 蔡健雅                         | 16        | 雙人合唱指定賽，過關，與劉軒蓁合唱       |
| 07       | 《Saving All My Love for You》 / Whitney Houston   | 17        | 我的出生年代歌曲，過關                   |
| 08       | 《想著你》 / 鄧妙華                                | 18        | 我的主打歌，過關                         |
| 09       | 《By Your Side》 / Sade                            | 19        | 最想念的歌聲，過關                       |
| 10       | 《夜太黑》 / 林憶蓮                                | 17        | 一片歌手挑戰賽，勝Junior                 |
| 11       | 《同手同腳》 / 温嵐                                | 19        | 2007新歌指定曲，過關                     |
| 12       | 《The Girl from Ipanema》 / Astrud Gilberto        | 21        | 經典電視電影主題曲，過關                 |
| 13       | 《Double》 / BoA                                   | 20        | 快歌挑戰賽，過關                         |
| 14       | 《Endless Love》 / Lionel Richie & Diana Ross      | 18        | 藝人合唱賽，過關，與品冠合唱             |
| 15       | 《My One and Only Love》 / Sting                   | 21        | 不插電指定賽，過關                       |
| 16       | 《自私》 / 辛曉琪 《Promise Me》 / Beverley Craven | 18        | 翻譯歌曲指定賽，過關                     |
| 17       | 《我不愛》 / 孫燕姿 《擇偶條件》 / 戴佩妮          | 20        | 地獄悲歌&天堂之歌，過關                  |
| 18       | 《Always on Your Side》 / Sheryl Crow & Sting      | 20        | 星光合唱決定賽，過關，與楊宗緯合唱       |
| 19       | 《不公平》 / 蕭賀碩                                | 20        | 一對一PK賽PartI，勝張昕羚（15分）        |
| 20       | 《Nightingale》 / Norah Jones                      | 20        | 一對一PK賽PartII，勝黃偉閔（16分）       |
| 21       | 《口袋》 / 温嵐                                    | 22        | 一對一PK賽PartIII，勝林芯儀（21分）      |
| 22       | 《I Believe》 / 絢香                               | 15        | 一對一PK賽PartIV，勝Alisa（14分）        |
| 24       | 《路口》 / 蔡健雅 《Complicated》 / Avril Lavigne  | 18        | 拿手&突破歌曲考驗賽，過關                |
| 25       | 《眼淚知道》 / 温嵐 《愛的代價》 / 温嵐            | 16        | 偶像合唱抗壓賽，過關，第二階段與温嵐合唱 |
| 26       | 《Thank You》 / Dido 《I'm Alive》 / Celine Dion   | 19 20     | 第六名決定賽，過關                       |
| 27       | 《會呼吸的痛》 / 梁靜茹                            | 14        | 總決賽，最後獲得第五名                   |
| 27       | 《愛到底》 / 曹格                                  | 24 (表演) | 總決賽                                   |
| 28       | 《愛很簡單》 / 陶喆                                | 表演      | 畢業頒獎典禮，獲得判若兩人獎             |
| 特別節目 | 《Dancing Queen》 / ABBA                           | 22        | 星光閃耀賀新春                           |

星光2班裡與賴銘偉一樣全數過關，未曾進入失敗區

### 總決賽結果
第五名決定賽 

分數計算：(前三場總積分/3*40%)+(第一輪分數*60%)

梁文音：{\displaystyle {\frac {57}{3}}\times 40\%+24\times 60\%=22}
 
葉瑋庭：{\displaystyle {\frac {44.5}{3}}\times 40\%+24\times 60\%=20.33}
 
賴銘偉：{\displaystyle {\frac {53}{3}}\times 40\%+20\times 60\%=19.07}
 
吳忠明：{\displaystyle {\frac {50.5}{3}}\times 40\%+17\times 60\%=16.93}
 
林宜融：{\displaystyle {\frac {53.5}{3}}\times 40\%+14\times 60\%=15.53}

## 音樂作品

### 音樂作品
- 歌曲——Green City 幸福城市 （页面存档备份，存于） 歌唱專輯
- 電視劇——中天電視台短劇《娥們》片頭背景音樂
- 電影——記錄片《星光傳奇》，與母親黃馨瑩共同配樂
- 合輯《你們是我的星光》(星光二班合唱) --2008星光二班《你們是我的星光》
- 合輯翻唱《同手同腳》(原唱溫嵐)--2008星光二班《你們是我的星光》
- 合輯翻唱《夜太黑》(原唱林憶蓮)--2008星光二班《你們是我的星光(預購禮)》及《超級星光大道-星光二班數位專輯》

## 影視作品

### MV
《星空》Energy

《你們是我的星光》星光二班

### 電影演出
- 記錄片《星光傳奇》--2008

## 平面作品
- 英倫琴緣--2008(隨書附贈小提琴自拉曲ＣＤ)

## 外部連結
- Annie林宜融 新浪微博
- Annie林宜融部落格 （页面存档备份，存于）
- Annie林宜融官方FACEBOOK PAGE
- Annie林宜融instagram （页面存档备份，存于）

| 前任： 劉明峰 | 超級星光大道第五名 2008年1月18日-2008年8月15日 | 繼任： 賴聖恩 |